# Forêt de Tournehem et pelouses de la cuesta du pays de Licques
Forêt de Tournehem et pelouses de la cuesta du pays de Licques este o arie protejată (sit de importanță comunitară — SCI) din Franța întinsă pe o suprafață de 443 ha, integral pe uscat.

## Localizare
Centrul sitului Forêt de Tournehem et pelouses de la cuesta du pays de Licques este situat la coordonatele 50°46′00″N 2°01′25″E / 50.76667°N 2.02361°E.

## Înființare
Situl Forêt de Tournehem et pelouses de la cuesta du pays de Licques a fost declarat arie specială de conservare în baza directivei 92/43 din 1992 referitoare la conservarea habitatelor naturale și a faunei și florei sălbatice pentru a proteja un număr necunoscut de specii din flora spontană și fauna sălbatică aflate în arealul zonei.

## Biodiversitate
Situată în ecoregiunea atlantică, aria protejată conține 6 habitate naturale: Formațiuni de Juniperus communis pe lande sau pajiști calcaroase, Pajiști uscate seminaturale și facies de acoperire cu tufișuri pe substraturi calcaroase (Festuco-Brometalia) (* situri importante pentru orhidee), Fânețe de joasă altitudine (Alopecurus pratensis, Sanguisorba officinalis), Peșteri inaccesibile publicului, Păduri de fag acidofile atlantice, cu subarboret de Ilex și, uneori, de asemenea, Taxus, la nivelul arbuștilor (Quercion robori-petraeae sau Ilici-Fagenion), Păduri de fag Asperulo-Fagetum.
La baza desemnării sitului se află un număr nedeclarat de specii protejate.
Pe lângă speciile protejate, pe teritoriul sitului au mai fost identificate 20 de specii de plante, 1 specie de amfibieni, 1 specie de mamifere.